# Прапор федеральних територій
Прапор Федеральних територій Малайзії складається з трьох горизонтальних смуг жовтого, синього та червоного кольорів із гербом Малайзії посередині. Він був офіційно прийнятий 23 травня 2006 року.

## Історія
До прийняття прапора три безпосередньо керовані території Куала-Лумпур, Путраджая і Лабуан використовували прапор Куала-Лумпур для представлення Федеральних територій як колективну одиницю, що було визнано недоречним. Уряд Малайзії вперше вирішив прийняти офіційний прапор, що представляє їх колективно 3 травня 2006 року. The government had already sought the consent of the Yang di-Pertuan Agong Mizan Zainal Abidin on 12 May 2005 a year prior to the act.
Прапор федеральних територій був вперше представлений міністром федеральних територій Зулхаснан Рафік 23 травня 2006 року та запущений 20 серпня 2006 року. На честь запуску на площі Мердека, Куала-Лумпур було заплановано серію виступів знаменитостей і шкіл. Прапор федеральних територій мав використовуватися лише тоді, коли представляв їх колективно; в іншому випадку їх окремі прапори залишалися в силі.
Відтоді уряд закликав жителів трьох федеральних територій вивісити прапори 1 лютого на честь Дня федеральних територій.

## Символізм
Прапор має три кольори: жовтий символізує повагу, суверенітет і честь, червоний символізує силу і синій символізує єдність, щирість і злагоду. Три зірки під гербом Малайзії символізують три території, підтримуючи їх місію стати важливими адміністративними та діловими центрами.

## Прапори федеральних територій

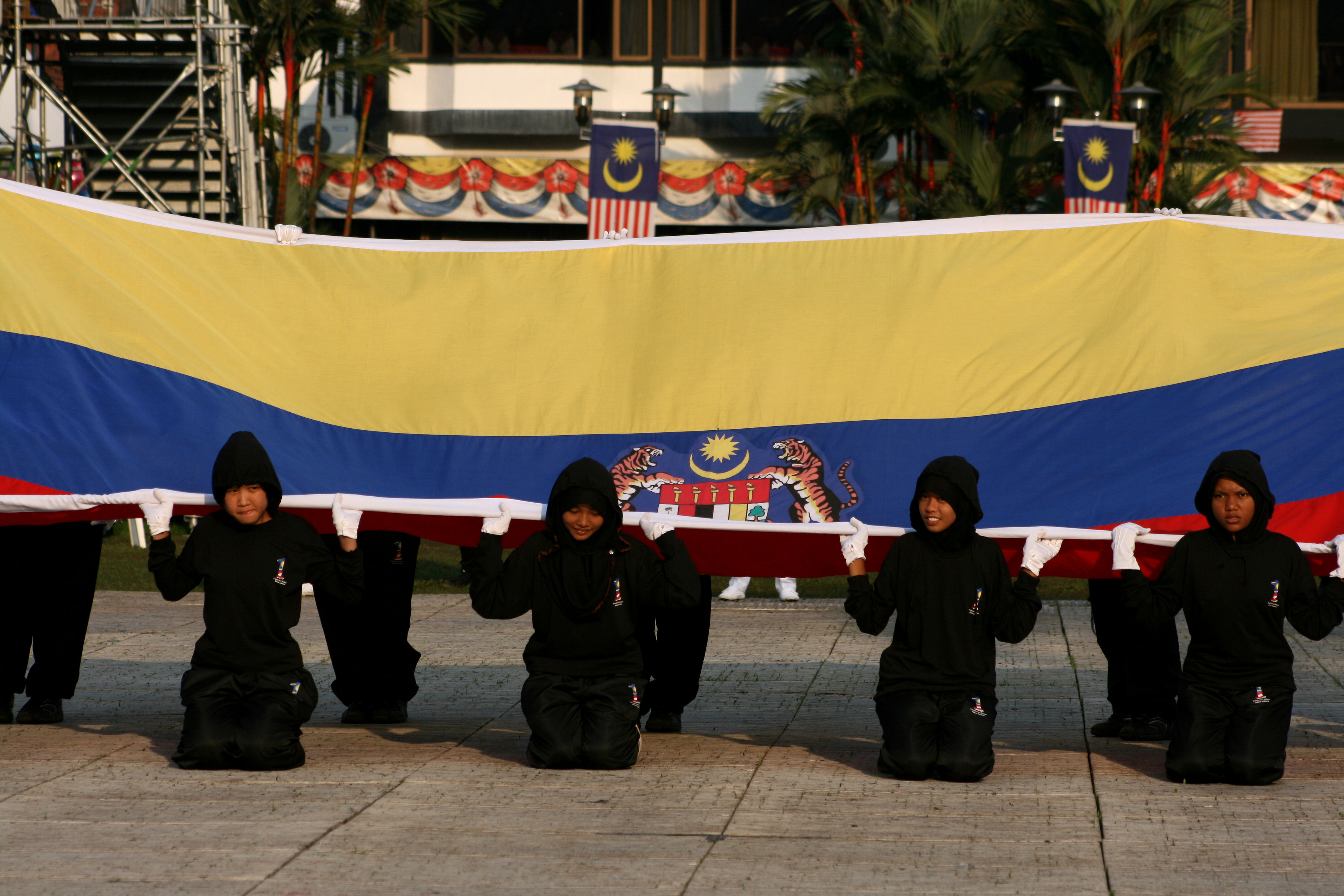
Прапор федеральних територій на святкуванні Мердека 2011 року

Прапор Куала-Лумпур
Прапор Лабуан
Прапор Путраджая